# مهمیز برهنه
مهمیز برهنه (انگلیسی: The Naked Spur) یک فیلم وسترن به کارگردانی آنتونی مان محصول سال ۱۹۵۳ است. آندره بازن در کتاب مشهور خود، «سینما چیست؟»، مهمیز برهنه را «زیباترین وسترن واقعیِ سالهای اخیر» نامید.

## بازیگران
- جیمز استوارت
- جنت لی
- رابرت رایان
- رالف میکر
- میلارد میچل